# Sé titular de Ocrida
Arquidiocese de Ocrida (em latim: Archidioecesis Achridensis) é uma sé suprimida e sé titular da Igreja Católica Romana.

## História

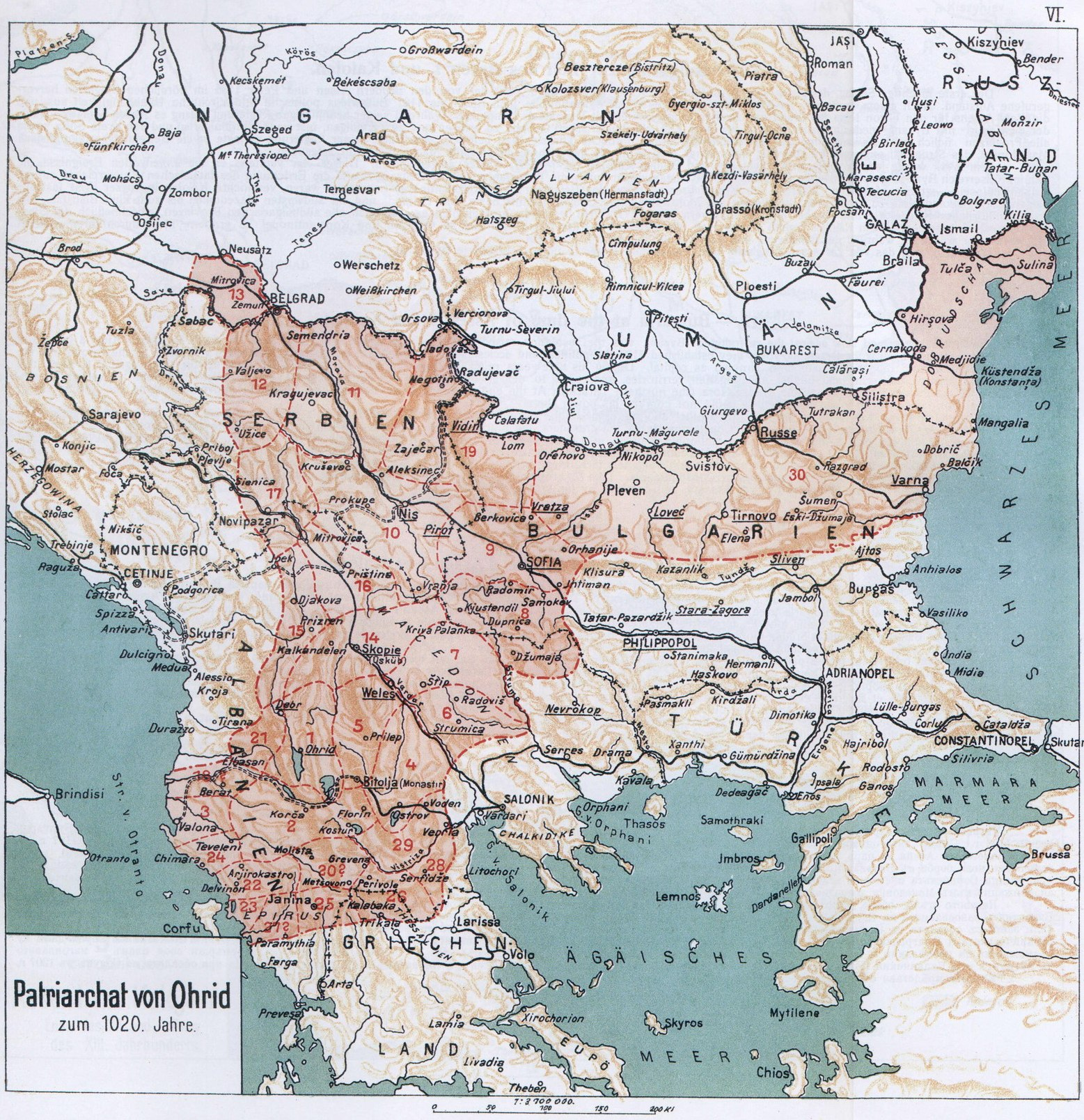
Mapa da província eclesiástica de Ocrida em 1020.

Ocrida, hoje na Macedônia do Norte, corresponde à antiga cidade grega de Licnido, que na época romana se tornou a sé episcopal da província de Epiro Novo na diocese civil da Macedônia, sufragânea da arquidiocese de Durrës. Existem quatro bispos documentados de Licnido: Zósimo, que participou do Concílio de Sárdica; Antônio, que esteve entre os padres do Segundo Concílio de Éfeso (449) e assinou a carta dos bispos do Novo Epiro ao imperador Leão I em 458 após a morte de Protério de Alexandria; Lourenço, que foi correspondente do Papa Gelásio I e ainda está documentado em 516; e Teodoreto, confirmado pelo Papa Hormisdas em 519.
A cidade, abandonada após o violento terramoto de 526, ressuscitou com a chegada dos búlgaros (867) tomando o nome de Ocrida, e na sequência da sua conversão ao Cristianismo (meados do século IX) tornou-se um importante centro cultural e figura religiosa do Império Búlgaro. O território de Ocrida foi evangelizado por Clemente, um dos primeiros santos eslavos, que a tradição reconhece como o primeiro bispo, embora não esteja claro se Ocrida já era sé episcopal desde os últimos anos do século IX.
Na segunda metade do século X, começou o colapso do Primeiro Império Búlgaro, cuja parte oriental, correspondente à atual Bulgária, tornou-se um protetorado bizantino após o cerco de Dorostolo em 971. Os patriarcas búlgaros refugiaram-se na parte ocidental do império, que permaneceu sob o controle dos búlgaros do general Samuel, e após várias vicissitudes, fixaram a sua residência em Ocrida; Os dois últimos patriarcas, Filipe (c. 1000-1016) e Davi (1016-1018), certamente residiram em Ocrida.[carece de fontes?]
Davi foi sucedido por João, que testemunhou a derrota definitiva dos búlgaros e a sua submissão ao Império Bizantino em 1018. No mesmo ano, o imperador Basílio II Bulgaróctono pôs fim ao patriarcado búlgaro de Ocrida, e reduziu o distrito a arquidiocese, dentro do patriarcado de Constantinopla. No entanto, João foi confirmado em sua sé, e com duas decisões imperiais de 1018 e 1020, Basílio II reconheceu João e seus sucessores com a mesma jurisdição e a mesma extensão territorial que os patriarcas búlgaros. Foi assim concedido à arquidiocese de Ocrida um status especial, correspondente a uma autocefalia, com jurisdição sobre 30 sufragâneas.
O sucessor de João foi o arcebispo Leão, teólogo, que com os seus escritos, especialmente sobre a questão dos pães ázimos, contribuiu para preparar o caminho para a separação definitiva entre a Igreja Oriental e a Igreja Ocidental, o que ocorreu com o cisma de 1054. A série de metropolitas de Ocrida continuou até 1767, ano em que a arquidiocese grega de Ocrida foi suprimida. Segundo o testemunho de Leão Alácio, na primeira metade do século XVII, quatro arcebispos gregos de Ocrida, Porfírio, Abraão, Melécio e Atanásio fizeram profissão de fé católica; de Atanásio, Farlati relata uma carta escrita ao Papa Alexandre VII, com a qual o patriarca de Ocrida aceitou a união com Roma.
A Igreja latina de Roma operou de diferentes maneiras, primeiro para unir a nascente Igreja búlgara sob a sua jurisdição direta (século IX), e mais tarde, após o grande cisma, para estabelecer uma hierarquia de rito latino no Epiro. Em época não especificada, foi erigida a arquidiocese latina de Ocrida, que tinha apenas uma sufragânea, a sé Prisrena ou Prisrém. Contudo, apenas se conhece um bispo, o dominicano Nicolau, nomeado em 1320. Posteriormente, a sé permaneceu vaga durante mais de três séculos, até às missões estabelecidas durante o século XVII, onde são conhecidos três bispos Achridani ou Achridensi. No entanto, essas tentativas tiveram pouco sucesso. O último bispo, Andrea Bogdan, numa carta escrita em 3 de dezembro de 1651 e preservada nos Arquivos Secretos do Vaticano, queixa-se de que agora é impossível residir em Ocrida, pelo que é necessário determinar um novo local como residência episcopal.
Desde o século XIX, Ocrida é contada entre os bispados titulares da Igreja Católica Romana; o lugar está vago desde 19 de abril de 1997.

## Episcopado

### Bispos de Lychnidus
- Zósimo (ou Dionísio) † (mencionado c. 344);
- Antônio † (antes de 449 - depois de 458);
- Lourenço † (antes de 493 - depois de 516);
- Teodoreto † (519 - ?).

### Arcebispos greco-búlgaros de Ocrida
- Filipe † (c. 1000 - 1016);
- Davi † (c. 1016 - 1018);
- João † (c. 1016 - 1025);
- Leão † (c. 1025 - 1056).

### Arcebispos latinos de Ocrida
- Nicolau, OP † (19 de março de 1320 -?);[1]
- Matteo, OFMConv. † (1517 - ?);[7][nt 7]
- Raphael Levacovich, OFMObs. † (27 de maio de 1647 - 1650);
- Andrea Bogdan † (27 de fevereiro de 1651 - 6 de março de 1656);[3]
- Franjo Svimirović, OFMObs. † (20 de março de 1656 -?).
  - Andrea Bogdan † (18 de dezembro de 1675 - novembro de 1689) - Administrador apostólico.

### Arcebispos titulares
- Basílio Matranga, OSBM † (7 de outubro de 1726 - 1748);
- Luigi Maria Cardelli, OFMRef. † (11 de setembro de 1832 – 11 de junho de 1868);
- Leopoldo Angelo Santanchè, OFMRef. † (3 de março de 1871 - 3 de abril de 1876);
- Alexander Balgy † (16 de abril de 1877 - 5 de dezembro de 1884);
- Plácido Petacci † (27 de março de 1885 - 13 de agosto de 1885);
- Andrea Aiuti † (31 de março de 1887 - 12 de junho de 1893);
- Raffaele d'Ambrosio, OFMRef. † (14 de julho de 1893 - 1901);
- Michael Kelly † (20 de julho de 1901 - 17 de agosto de 1911);
  - Giuseppe Rokossian † (27 de agosto de 1911 - 1 de julho de 1928).[nt 8]
- Ángel María Pérez y Cecilia, O.C.D. † (18 de junho de 1915 - 18 de dezembro de 1918);
- Jan Feliks Cieplak † (28 de março de 1919 - 14 de dezembro de 1925);
- Cleto Cassani † (1 de julho de 1929 - 11 de março de 1939);
- Alexandre Vachon † (11 de dezembro de 1939 - 22 de maio de 1940);
- Emile Maurice Guerry † (31 de maio de 1940 - 2 de dezembro de 1952);
- José Humberto Quintero Parra † (7 de setembro de 1953 - 31 de agosto de 1960);
- Miguel Paternain, C.SS.R. † (21 de setembro de 1960 - 19 de outubro de 1970);
- Mario Schierano † (28 de agosto de 1971 - 28 de outubro de 1990);
- Varkey Vithayathil, C.SS.R. † (11 de novembro de 1996 - 19 de abril de 1997).